# بوژنا دیکل
بوژنا دیکل (لهستانی: Bożena Dykiel؛ زادهٔ ۲۶ اوت ۱۹۴۸) بازیگر اهل لهستان است.
از فیلم‌ها یا برنامه‌های تلویزیونی که وی در آن نقش داشته‌است، می‌توان به پزشک قلابی، شر کمتر، گا، گا، درود بر قهرمانان، ما همه مسیح هستیم، مصائب بالتازار کوبر، ترانه عاشقانه‌ای برای یانوشک، چهل‌ساله، قرارداد، روزها و شب‌ها، خانه کشیش، خیابان فرعی ۴، دهن‌به‌دهن، هفته مقدس، سرزمین موعود، بازجویی، جن‌زدگان، در خیابان سپولنی و عروسی اشاره کرد.